# Hans-Ulrich Rudel
Hans-Ulrich Rudel (Konradswaldau nabij Schwarzwaldau, Silezië, 2 juli 1916 – Rosenheim, 18 december 1982) was een Duitse gevechtspiloot uit de Tweede Wereldoorlog. Als piloot van een Stuka-duikbommenwerper boekte hij grote successen.
Hitler was zo onder de indruk van Rudels prestaties dat hij hem beloonde met een onderscheiding die speciaal voor Rudel was ontworpen: het Ridderkruis van het IJzeren Kruis, met gouden eikenbladen, zwaarden en diamanten. Rudel is de enige persoon die deze onderscheiding ooit kreeg.
Rudel heeft met zijn vliegprestaties veel records gebroken. Hij wordt vaak gezien als een van de grootste azen uit de Tweede Wereldoorlog.

## Biografie
Rudel was de zoon van de protestantse predikant Johannes Rudel en zijn vrouw Martha Rudel, geboren Mueckner. Van 1922 tot 1936 bezocht Rudel de basisschool en een humanistische middelbare school in Lauban. Als student behaalde hij uitstekende sportprestaties.  In 1933 sloot hij zich aan bij de Hitlerjugend. In de zomer van 1936 solliciteerde hij naar een officierscarrière bij de luchtmacht nadat hij de acceptatietest met succes had doorstaan. Na het voltooien van zijn verplichte arbeidsdienst in de herfst van 1936, trad Rudel op 4 december 1936 toe tot de Luftwaffe als Fahnenjunker. Hij voltooide zijn basisopleiding aan de Luftkriegsschule 3 in Wildpark-Werder bij Berlijn. In juni 1937 begon hij daar een opleiding tot vliegtuigpiloot. In juni 1938 werd hij gepromoveerd tot Oberfähnrich en overgebracht naar Graz-Thalerhof voor duikbommenwerpertraining en toegewezen aan I./Duik-Bommenwerper-Groep-168. Op 1 december 1938 volgde hij een opleiding tot waarnemer aan de  Luchtverkenningsschool in Hildesheim. Rudel werd op 1 januari 1939 gepromoveerd tot luitenant en op 1 juni 1939 overgebracht naar Prenzlau als waarnemer bij  2/Langeafstands-Verkennings-Squadron-121.

## Rudel als succesvol oorlogspiloot

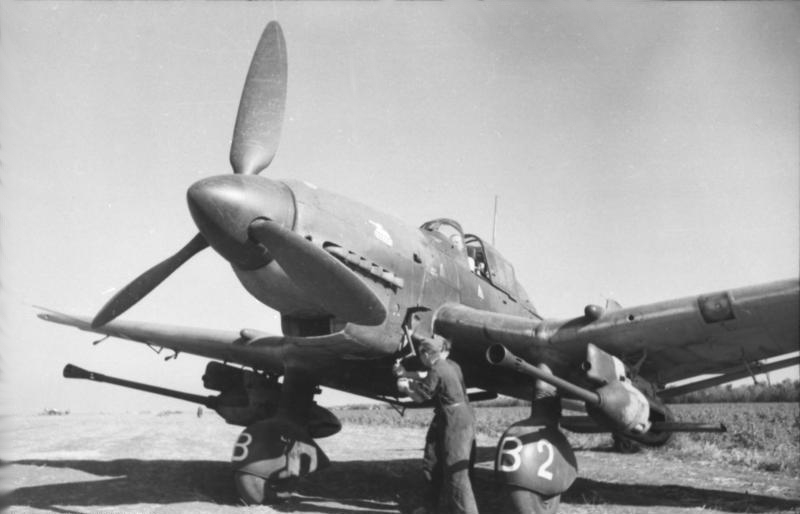
De Ju 87 G met twee BK 37 antitankkanonnen.

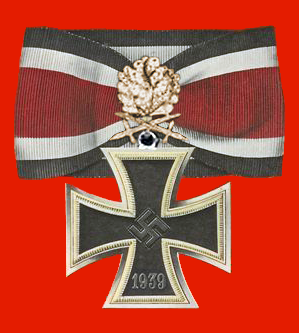
Het ridderkruis van het ijzeren kruis met gouden eikenloof, zwaarden en diamanten.

Na enkele jaren tot deze verkenningseenheid te hebben behoord werd hij in mei 1940 toegelaten tot de opleiding van piloot van de Junkers Ju 87 Stuka-duikbommenwerper. Zijn eerste gevechtsvlucht maakte hij op 23 juni 1941, tijdens de Duitse inval in de Sovjet-Unie.
Rudels eenheid moest met hun Stuka's de grondtroepen ondersteunen door vijandelijke tanks, artilleriestukken, bunkers en verdedigingswerken te vernietigen en te helpen de vijandelijke infrastructuur lam te leggen door bruggen, spoorlijnen, havens, vliegvelden en fabrieken te bombarderen. In totaal maakte hij meer dan 3500 gevechtsvluchten, een wereldrecord, en vernietigde hij bijna 2000 doelen (eveneens een record).
In april 1942 kreeg zijn Stuka nieuwe bewapening: twee 37 mm antitankkanonnen die onder de vleugels hingen. Met deze wapens schreef hij in mei 1942 geschiedenis door in z'n eentje een konvooi tanks aan te vallen en binnen slechts vijf minuten maar liefst achttien tanks te vernietigen. Voor deze actie werd Rudel onderscheiden met het IJzeren kruis, een prestigieuze Duitse medaille.
In september van dat jaar vloog hij naar de haven van Moermansk en gooide een bom van 1000 kg in het munitiedepot van het Russische slagschip Marat. Door een daaropvolgende explosie werd geschuttoren A uitgeschakeld en was het schip onherstelbaar beschadigd. Later wist hij samen met andere Stuka's het slagschip Oktoberrevolutie tot zinken te brengen. Voor deze acties werd Rudel beloond met Eikenbladen bij zijn IJzeren kruis.
Hij werd 32 keer neergeschoten of gedwongen te landen, in alle gevallen door pech of luchtafweer, maar hij wist steeds uit handen van de vijand te blijven. Stalin loofde een beloning uit van 100.000 roebel voor zijn gevangenneming. In maart 1944 werd Rudels vliegtuig boven Oekraïne neergeschoten. Rudel en zijn staartschutter Erwin Hentschel overleefden de crash, maar kwamen terecht op vijandig grondgebied. Om aan de Russen te ontsnappen moesten Rudel en Hentschel een 300 meter brede rivier overzwemmen. Rudel wist de overkant te halen, maar Hentschel verdronk in het koude water. Rudel zou zijn hele leven getraumatiseerd blijven door het verlies van zijn beste vriend en trouwste collega.
In mei 1944 moest Rudel met zijn Stuka luchtsteun geven aan Duitse grondtroepen die op de terugtocht waren. De Duitse soldaten moesten over een brug over de rivier Kroestol vluchten. De brug was van strategisch belang, want de Russen wilden hem ongeschonden in handen krijgen. Die dag maakte Rudel vier vluchten boven het gebied. Tijdens de eerste drie vluchten vernietigde hij verscheidene Russische tanks, pantserwagens en andere voertuigen die de Duitse soldaten onder vuur namen. Nadat 5000 Duitse soldaten veilig over de brug waren getrokken maakte Rudel een vierde en laatste vlucht, waarbij hij twee bommen van 500 kg tegen de pijlers van de brug gooide. De brug stortte in nog voordat de Russen hem konden innemen. Deze actie bracht de Russische opmars grote vertraging. Als dank voor deze daad kreeg Rudel van Hitler persoonlijk de zwaarden bij zijn Eikenbladen Ridderkruis uitgereikt.
In augustus 1944 werd Rudel opnieuw met zijn vliegtuig neergeschoten. Toen hij met zijn parachute op de grond aan kwam werd Rudel door een geweerkogel in zijn schouder geraakt. Rudel sloeg op de vlucht en moest een afstand van 300 km afleggen door onbegaanbaar gebied, onder koude weersomstandigheden en zwaargewond. Pas tien dagen later kwam hij hevig onderkoeld en ondervoed op de Duitse basis aan.
In oktober 1944 vernietigde Rudel zijn 400e Russische tank, hetgeen hem Duitslands succesvolste bombardementspiloot maakte. Als beloning voor deze overwinning werd hij tot majoor benoemd en werden de eikenbladen en zwaarden van zijn Ridderkruis ingelegd met diamanten. Dit was de allerhoogste Duitse militaire onderscheiding.
Op 29 december 1944 vernietigde Hans Ulrich Rudel zijn 500e tank. Hitler was hiervan erg onder de indruk, maar er was geen hogere klasse onderscheiding meer. Hitler besloot hierop om speciaal een nieuwe onderscheiding in het leven te roepen: de eikenbladen en zwaarden (die al ingelegd waren met diamanten) werden nu van 18 karaats goud gemaakt: het Ridderkruis met gouden eikenbladen, gouden zwaarden en diamanten. Geen andere Duitse militair heeft deze onderscheiding gekregen.
In januari 1945 werd Rudel bevorderd tot kolonel en kreeg hij een eskader vliegtuigen onder zijn bevel. Kort daarna ging Rudel vliegen met een (grond)aanvalsversie van de Focke-Wulf Fw 190, een eenpersoonsjager met raketten als bewapening.
Op 9 februari 1945 stortte hij met zijn Focke-Wulf Fw 190 neer boven Polen. Rudel raakte gewond en door infecties moest zijn been worden geamputeerd. Ondanks dat de amputatiewond niet volledig geheeld was keerde hij terug naar zijn eenheid en bleef tot het einde van de oorlog in actie.

## Na de oorlog
Op 8 mei 1945 gaf Rudel zich in Oostenrijk over aan Amerikaanse troepen. Hij werd gearresteerd op verdenking van oorlogsmisdaden, maar werd na twee jaar voorarrest in 1947 vrijgesproken.
In 1948 vertrok hij naar Argentinië, waar hij bevriend raakte met president Juan Perón. Rudel hielp mee met het opbouwen van de Argentijnse luchtmacht en gaf les aan talloze Argentijnse gevechtspiloten. Samen met de zoon van Konstantin von Neurath runde hij een comité van bijstand voor gevluchte of geëmigreerde Duitse nazi's, die in Argentinië van harte welkom waren. Zijn goede relatie met Peron kwam daarbij goed van pas.
Nadat Péron in 1955 werd afgezet vertrok Rudel naar Paraguay en raakte daar bevriend met dictator Alfredo Stroessner.
Daarnaast verbaasde Rudel iedereen doordat hij, ondanks het gemis van een been, de hoogste bergen beklom. Rudel werd een beroemd alpinist en beklom vrijwel iedere berg in de Andes.
Eind jaren 50 keerde Rudel terug naar Duitsland, waar hij een succesvol zakenman werd. Als hobby gaf hij skiles aan toeristen en was hij directeur van een skischool.
Van hem verscheen onder andere het boek Mein Kriegstagebuch: Aufzeichnungen eines Stukafliegers ('Mijn oorlogsdagboek: aantekeningen van een Stuka-piloot'), dat over zijn ervaringen in de oorlog gaat.
Hoewel Rudel nooit lid is geweest van de nazi-partij werd hij na de oorlog erg vaak gezien in neonazi-kringen. Rudel werd door rechts-extremisten als een held gezien en hij was mateloos populair op neonazi-bijeenkomsten. Na 1953 stond Rudel meermalen kandidaat voor de Deutsche Reichspartei, waarvan in die tijd ook Adolf von Thadden vooraanstaand lid was. Ook steunde Rudel talloze lokale nationalistische partijen en van 1970 tot 1974 was hij gemeenteraadslid van de extreemrechtse partij van Koblenz.
Hij overleed in 1982 aan een beroerte.

## Overzicht van Rudels vliegprestaties

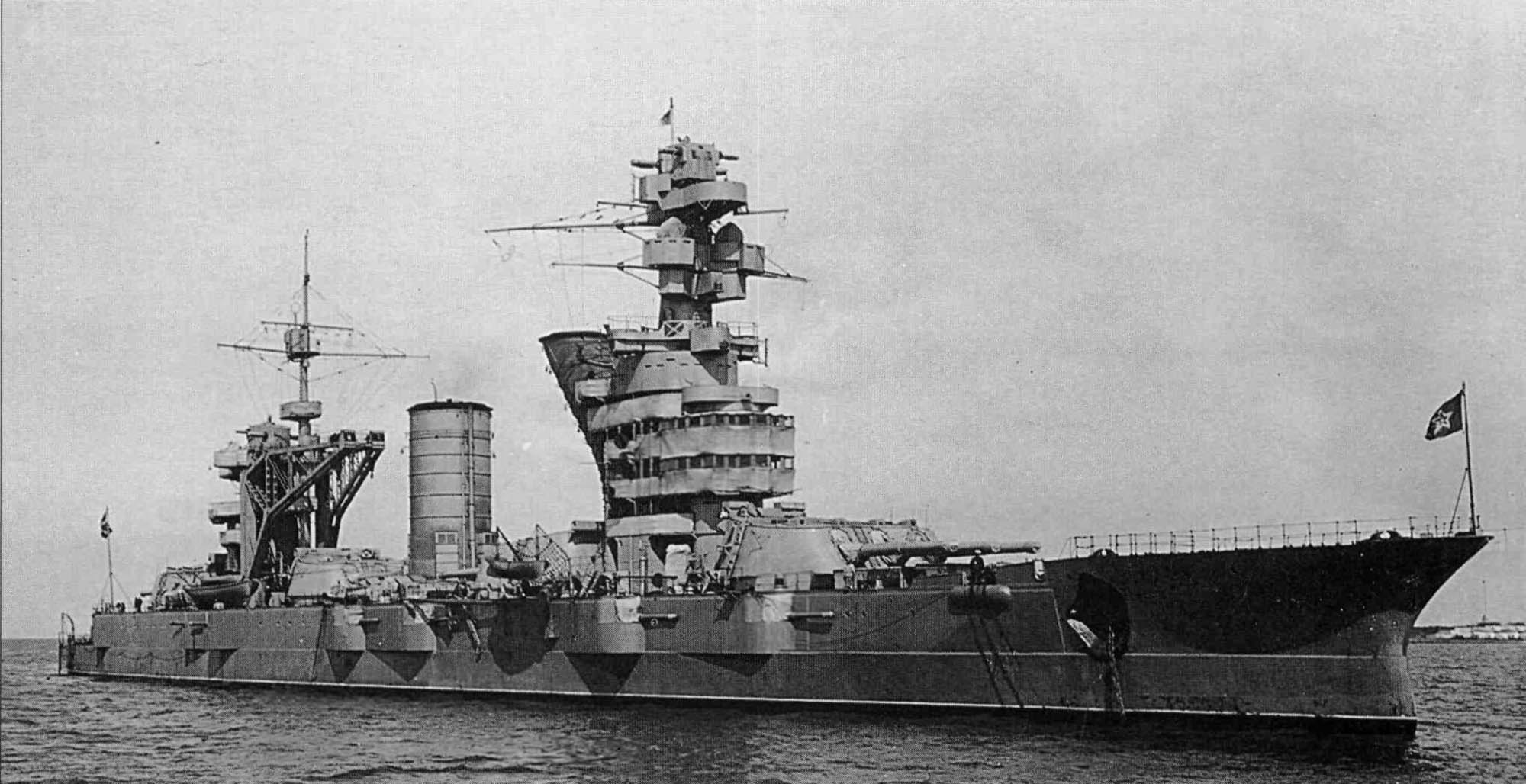
De Oktoberrevolutie die Rudel tot zinken bracht.

- hij vernietigde in totaal 519 Russische tanks;
- hij vernietigde ruim 700 vrachtwagens;
- hij vernietigde meer dan 250 artilleriestukken;
- hij vernietigde meer dan 300 kleine legervoertuigen;
- hij beschadigde het Russische slagschip Marat. Rudel wist een kruiser, de Oktoberrevolutie tot zinken te brengen[6][bron?];
- hij bracht een torpedobootjager en ruim 70 landingsvaartuigen tot zinken;
- hij schoot 12 Russische gevechtsvliegtuigen uit de lucht;
- hij vernietigde 8 bruggen, 29 spoorlijnen, 34 locomotieven/wagons en talloze gebouwen;
- Rudel wist 14 piloten op te pikken nadat die achter de linies waren neergestort
- Tussen 1939 en 1945 maakte hij ruim 2570 gevechtsvluchten boven vijandelijk gebied, een record;
- Rudel werd (minstens) 32 keer neergeschoten of tot noodlanding gedwongen: telkens boven vijandelijk gebied en iedere keer wist hij te ontsnappen. Hiermee draagt Rudel ook het record van piloot die het meest is neergestort;
- Rudel heeft ruim 15.000 uur in de cockpit van zijn gevechtsvliegtuig doorgebracht - ook een record;
- hij raakte 5 keer gewond.

## Verificatie
De Duitsers hanteerden een strikt systeem om Rudels claims inzake gevechtsprestaties en -resultaten te verifiëren. Een claim moest voldoen aan de volgende vereisten:
1. Gevechtsrapport van de piloot.
2. Rapport van een ooggetuige.
3. Aanbevelingen en goedkeuring van de Gruppenkommandeur.
4. Het verslag van een ooggetuige op de grond of opnamen door een gun camera-film.

Logischerwijze kon het maanden duren voordat een claim werd toegewezen.

## Militaire loopbaan
- Fahnenjunker: juni 1936[7] - 4 december 1936[3]
- Oberfähnrich: juni 1938[3]
- Leutnant: 1 januari 1939[3][7]
- Oberleutnant: 1 september 1940[3][7]
- Hauptmann: 1 april 1943[3][7]
- Major: 1 maart 1944 (RDA 1 oktober 1942)[3][7]
- Oberstleutnant: 1 september 1944[3][7]
- Oberst: 29 december 1944[3][7]

## Decoraties
- Ridderkruis van het IJzeren Kruis op 6 januari 1942 als Oberleutnant en Staffelkapitän van het 9./Sturzkampfgeschwader 2 "Immelmann"[3][7][8]
- Ridderkruis van het IJzeren Kruis met Eikenloof (nr.229) op 14 april 1943 als Oberleutnant en Staffelkapitän van het 1./Sturzkampfgeschwader 2 "Immelmann"[3][7][9][10]
- Ridderkruis van het IJzeren Kruis met Eikenloof en Zwaarden (nr.42) op 25 november 1943 als Hauptmann en Leider van het III./Sturzkampfgeschwader 2 "Immelmann"[3][7][9][11]
- Ridderkruis van het IJzeren Kruis met Eikenloof, Zwaarden en Briljanten (nr.10) op 29 maart 1944 als Major en Gruppenkommandeur van het III./Schlachtgeschwader 2 "Immelmann"[3][7][9][12]
- Ridderkruis van het IJzeren Kruis met gouden Eikenloof, Zwaarden en Briljanten (nr.1) op 29 december 1944 als Oberstleutnant en Geschwaderkommodore van het Schlachtgeschwader 2 "Immelmann"[3][9][13]
- Gesp voor Gevechtsvluchten aan het Front in goud met briljanten met getal "2000"[7]
- Ehrenpokal für besondere Leistung im Luftkrieg als Oberleutnant in een Sturzkampfgeschwader op 20 oktober 1941[3][14]
- Gewondeninsigne(1939) in goud[3], zilver en zwart
- Gezamenlijke Piloot-Observatiebadge in Goud met Diamanten[7]
- Duits Kruis in goud op 2 december 1941 als Oberleutnant in het III./Sturzkampfgeschwader 2[3][7][15]
- IJzeren Kruis 1939, 1e Klasse (18 juli 1941)[3][7][16] en 2e Klasse (10 november 1939)[3][7][16]
- Gouden Medaille voor Moed voor Officieren (Tapferkeitsmedaille) (Hongarije) op 14 januari 1945 (de enige ooit uitgereikt aan een buitenlander)[3][7]
- Zilveren medaille voor Dapperheid[3][7][17]
- Medaille Winterschlacht im Osten 1941/42[7]
- Hij werd vijf maal genoemd in het Wehrmachtsbericht. Dat gebeurde op:
- 27 maart 1944[3]
- 28 maart 1944[3]
- 3 juni 1944[3]
- 6 augustus 1944[3]
- 10 februari 1945[3]